# شهرستان دارلینگتون (کارولینای جنوبی)
شهرستان دارلینگتون، کارولینای جنوبی (به انگلیسی: Darlington County, South Carolina) یک سکونتگاه مسکونی در ایالات متحده آمریکا است که در کارولینای جنوبی واقع شده‌است.

## خصوصیات
شهرستان دارلینگتون ۱٬۴۶۸٫۵۳ کیلومترمربع مساحت دارد.